# Memory of the Future
Memory of the Future è un singolo del gruppo musicale britannico Pet Shop Boys, il terzo estratto dall'undicesimo album in studio Elysium e pubblicato il 31 dicembre 2012.
La versione presente nel singolo è una versione remixata dal musicista Stuart Price, collaboratore del gruppo dal 2009, anno in cui Price produsse l'album dal vivo Pandemonium: Live at the O2 Arena, London, 21st December 2009 e il relativo tour. Inoltre, si tratta del primo singolo nella carriera del gruppo a non aver ricevuto un videoclip.

## Pubblicazione
Come per Winner e Leaving, anche per Memory of the Future si adottò la pubblicazione in doppio formato: il primo formato consistente nel disco singolo con nuovo materiale b-side e il secondo formato ribattezzato "remixed" con vari remix del brano (a cura di Stuart Price, Ulrich Schnauss, DJ Waldo Squash e Digital Dog).
Nel disco singolo, oltre alla nuova versione singola di Memory of the Future, vi sono inclusi come b-side i brani Listening e Inside, scritti e registrati durante la sessione di stesura dell'album dello scorso anno, e il brano One night, scritto e registrato nel 2007. Il brano Listening fu consegnato agli inizi del 2012 a Morten Harket per il suo album Out of My Hands.

## Tracce
CD singolo
1. Memory of the Future (New Single Mix) – 3:34
2. Listening – 4:18
3. One Night – 4:05
4. Inside – 2:53

CD singolo – Remixed
1. Memory of the Future (Stuart Price Extended Mix) – 5:21
2. Memory of the Future (Ulrich Schnauss Remix) – 4:37
3. Memory of the Future (DJ Waldo Squash Remix) – 4:00
4. Memory of the Future (Digital Dog Club Mix) – 6:18
5. Memory of the Future (Digital Dog Dub Mix) – 5:34

## Classifiche
| Classifica (2013) | Posizione massima |
| ----------------- | ----------------- |
| Germania          | 68                |
| Regno Unito       | 111               |